# 櫻澤健一
櫻澤 健一（さくらざわ けんいち、1963年8月14日 - ）は、日本の元警察官僚、警視監。内閣官房内閣情報調査室内閣審議官等を経て、警察庁長官官房総括審議官、警察庁警備局長。一般財団法人日本サイバー犯罪対策センター（JC3）業務執行理事。

## 人物・経歴
静岡県藤枝市出身。静岡県立藤枝東高等学校を経て、東京工業大学（現東京科学大学）工学部制御工学科卒業。交通遺児育英会の奨学金を借りて大学へ進学し、1年間休学してブラジルに留学した。
1988年警察庁入庁（警部補）。警視庁刑事部捜査第一課管理官、茨城県警察本部刑事部捜査第二課長、兵庫県警察本部警備部公安第一課長等を経て、2000年外務省在インドネシア日本国大使館一等書記官。警察庁長官官房人事課人事総括企画官、警視庁警務部参事官兼人事第一課長事務取扱等を経て、2011年警察庁生活安全局地域課長。2013年警察庁警備局国際テロリズム対策課長。2014年富山県警察本部長。2015年に警察庁交通局交通規制課長。2016年から警察庁交通局交通企画課長を務め、自動運転車への対応の検討などにあたった。2018年内閣官房内閣審議官（内閣情報調査室）、内閣官房内閣情報調査室カウンターインテリジェンス・センター副センター長、内閣官房国際テロ情報集約室次長。2021年警察庁長官官房総括審議官。同年警察庁警備局長。
2022年7月8日発生の安倍晋三銃撃事件の対策本部長を務めた後、警察庁長官の中村格、奈良県警察本部長の鬼塚友章らと共に引責辞任した。同年日本毛織顧問。2023年1月日本サイバー犯罪対策センター（JC3）業務執行理事。2023年9月NPO法人災害時警友活動支援ネットワーク（SuNPoD）理事。2024年4月静岡大学情報学部客員教授。